# Майкл Вальцер
Майкл Вальцер (нар. 3 березня 1935) є провідним американським полеміком та публічним інтелектуалом. Професор-емерит Інституту перспективних досліджень (IAS) в м.Принстон, штат Нью Джерсі, він є співредактором інтелектуального журналу Dissent (Dissent), з яким він був пов'язаний ще з років навчання в Брандейському університеті. Він написав книги та есеї на широкий спектр тем, багато з яких належать до сфери політичної етики, включаючи теорію несправедливої війни, націоналізм, етнічність, Сіонізм, економічну справедливість, суспільну критику, радикалізм, толерантність та політичні зобов'язання, а також є одним із редакторів The New Republic. На цей момент, він написав 27 книжок і опублікував понад 300 статей, есеїв та рецензій на книги у таких часописах як Dissent, The New Republic, The New York Review of Books, The New Yorker, Нью-Йорк Таймс, Harper's Magazine та у багатьох інших філософських та політологічних журналах.

## Життя і праця
Майкла Вальцера звичайно називають одним з провідних прихильників «комунітарної» позиції у політичній теорії, поряд з Аласдером Макінтайром та Майклом Сенделом. Подібно до Сендела та Макінтайра, Вальцер не почувається цілком комфортно з таким ярликом. Однак, він давно твердить що політична теорія повинна ґрунтуватися на традиціях і культурі конкретних суспільств і противиться надмірній, на його думку, абстракції політичної філософії. Його найбільш важливі інтелектуальні внески включають книгу Справедливі та несправедливі війни, оновлення теорії несправедливої війни, яка наполягає на важливості «етики» у воєнний час, водночас відкидаючи пацифізм; теорію «комплексної рівності», яка твердить, що виміром справедливої рівності є не якесь одне матеріальне чи моральне благо, а радше що еґалітарна справедливість вимагає, щоб кожне благо було розподілено відповідно до його суспільного значення та що жодному благу (напр. грошам чи політичній владі) не можна дозволяти домінувати чи викривлювати розподіл благ в інших сферах; а також аргумент, що справедливість є перш за все моральним стандартом конкретних націй та суспільств, а не щось таке, що може бути зрозумілим в універсальні абстракції.
У творі Про толерування, він описує різні приклади та підходи до толерантності, у мультинаціональних імперіях на кшталт Римської, між націями у минулому та сучасній міжнародній спільноті, «співсуспільностях» (consociations) на кшталт Швейцарії, національних державах на кшталт Франції та іммігрантських суспільствах на кшталт США. Він завершує це описом «постмодерного» бачення, в якому культури у іммігрантській нації змішалися до такої міри, що толерування стало внутрішньо-родинним питанням.
Вальцер одружений з Джудіт Бородовко Вальцер. Вони є батьками двох доньок, Сари Естер Вальцер (нар. 1961) та Ребеки Леї Вальцер (нар. 1966).
Вальцер є старшим братом історика Джудіт Вальцер Левіт.

## Освіта
У 1956, Вальцер закінчив Брандейський університет з найвищим відзначенням (summa cum laude) та ступенем бакалавра з історії. Згодом він вчився в Кембриджському університеті, на програмі Фулбрайта (1956–1957) і закінчив докторську в Гарвардському університеті, отримавши ступінь Доктора Філософії з Управління (Ph.D. in Government) у 1961.

## Робота
Вальцер спочатку працював професором Принстонського університету, від 1962 до 1966 років. Потім він переїхав до Гарвардського університету. Він викладав у Гарварді до 1980 р., коли він став постійним членом викладацького складу при Школі Суспільних Наук Інституту перспективних досліджень.
У 1971, Вальцер викладав семестровий курс разом з Робертом Нозіком, під назвою «Капіталізм та соціалізм». Цей курс був у форматі дебатів між обома професорами: погляд Нозіка представлений у його книзі «Анархія, Держава та Утопія», а погляд Вальцера — у його «Сферах справедливості», де він аргументує «комплексну рівність». Він є членом редколегії Jewish Review of Books.

## Нагороди
У квітні 2008, Вальцер отримав престижну Лінзу Спінози, нагороду в сфері етики, яку видають що два роки у Нідерландах. Він також здобувся честі отримати почесне звання професора-емеритуса у престижному Інституті Вищих Досліджень.

## Опубліковані праці
- Революція святих: Студія витоків радикальної політики (The Revolution of the Saints: A Study in the Origins of Radical Politics), Harvard University Press, 1965. ISBN 0-674-76786-1
- Зобов'язання: Есеї про непокору, війну та громадянство (Obligations: Essays on Disobedience, War and Citizenship), Harvard University Press, 1970. ISBN 0-674-63025-4
- Політична дія (Political Action), Quadrangle Books[en], 1971. ISBN 0-8129-0173-8
- Реґіцид та революція (Regicide and Revolution), Cambridge University Press, 1974. ISBN 0-231-08259-2
- Справедливі та несправедливі війни (Just and Unjust Wars), Basic Books, 1977, 2-е вид., 1992, 3-е вид., 2000, 4-е вид., 2006. ISBN 0-465-03705-4
- Радикальні принципи (Radical Principles), Basic Books, 1977. ISBN 0-465-06824-3
- Сфери справедливості (Spheres of Justice), Basic Books, 1983. ISBN 0-465-08189-4
- Вихід та революція (Exodus and Revolution), Basic Books, 1985. ISBN 0-465-02164-6
- Інтерпретація та суспільна критика (Interpretation and Social Criticism), Harvard University Press, 1987. ISBN 0-674-45971-7
- Компанія критиків (The Company of Critics), Basic Books, 1988. ISBN 0-465-01331-7
- Громадянське суспільство та американська демократія (Zivile Gesellschaft und amerikanische Demokratie), Rotbuch Verlag[de], 1992. ISBN 3-596-13077-8 (збірка есеїв німецькою мовою)
- Що означає бути американцем (What It Means to Be an American), Marsilio Publishers, 1992. ISBN 1-56886-025-0
- Густе і рідке: Моральний аргумент удома та за кордоном (Thick and Thin: Moral Argument at Home and Abroad), Notre Dame Press[en], 1994. ISBN 0-268-01897-9
- Плюралізм, справедливість та рівність (Pluralism, Justice and Equality), разом з Девідом Міллером[en], Oxford University Press, 1995. ISBN 0-19-828008-4
- До глобального громадянського суспільства (Toward a Global Civil Society), Berghahn Books[en], 1995. ISBN 1-57181-054-4
- Про толерування (On Toleration), Yale University Press, 1997. ISBN 0-268-01897-9
- Аргументи Лівиці (Arguments from the Left), Атлас, 1997, шведською.
- Плюралізм та демократію (Pluralism and Democracy), Editions Esprit, 1997, французькою. ISBN 2-909210-19-7
- Розум, політика і пристрасть (Reason, Politics, and Passion), Fischer Taschenbuch Verlag, 1999, німецькою. ISBN 3-596-14439-6
- Єврейська політична традиція, том І: Авторитет (The Jewish Political Tradition, Vol. I: Authority), співредактор з Менахемом Лорбербаумом, Ноамом Зохаром та Яїром Лорбербаумом, Yale University Press, 2000. ISBN 0-300-09428-0
- Екзильна політика у гебрейській Біблії (Exilic Politics in the Hebrew Bible), Mohr Siebeck, 2001, німецькою. ISBN 3-16-147543-7
- Війна, політика та моральність (War, Politics, and Morality), Ediciones Paidos, 2001, іспанською. ISBN 84-493-1167-5
- Єврейська політична традиція, том ІІ: Приналежність (The Jewish Political Tradition, Vol. II: Membership), співредактор з Менахемом Лорбербаумом, Ноамом Зохаром та Яїром Лорбербаумом, Yale University Press, 2003. ISBN 978-0-300-09428-2
- Суперечки про війну (Arguing About War), Yale University Press, 2004. ISBN 0-300-10365-4
- Політика та пристрасть: До егалітарнішого лібералізму (Politics and Passion: Toward A More Egalitarian Liberalism), Видавництво Єльського університету, 2004. ISBN 0-300-10328-X
- Право, політика та моральність в Юдаїзмі (Law, Politics, and Morality in Judaism), редактор, Princeton University Press, 2006. ISBN 0-691-12508-2
- Думати політично (Thinking Politically), Yale University Press, 2007. ISBN 978-0-300-11816-2
- У тіні Бога: Політика в гебрейській Біблії (In God's Shadow: Politics in Hebrew Bible), Yale University Press, 2012. ISBN 978-0-300-18044-2

## Також дивіться
- Гуго Гроцій
- Еммеріх де Ваттель
- Томас Нагель
- Нозік Роберт
- Річард Рорті
- Джон Роулз
- Майкл Сендел
- Чарльз Марґрейв Тейлор
- Аласдер Макінтайр
- Ґад Барзілай[en]